# 曾琸庭
曾琸庭（英語：Alice Tsang，2002年4月25日—），原名曾焯鋌，是香港女藝人及舞蹈員，在2022年HOY TV音樂選秀節目《就是青春》獲得第四名。2025年參加香港索尼音樂娛樂旗下Green Music舉辦女子偶像育成企劃「偶像女生Idol Girls」，成為一期生。

## 演出作品

### 電視節目（HOY TV）
- 2022年：《就是青春》參賽者
- 2023年：《沖繩咖啡地圖》主持[4]
- 2023年：《四處首羅》主持
- 2023年：《老派美食之必要》主持[5]